# 벤처로
벤처로(Venture-ro)는 인천광역시 연수구 송도동에 있는 도로로, 총 연장은 1.314 km이다. 도로의 명칭이 유래된 것은 첨단기술단지 안을 통과하는 도로로 명명했기 때문이다.

## 역사
- 2009년 5월 14일 : 도로명으로 벤처로를 고시

## 주요 경유지
- 연수구
  - 송도동

## 접촉하는 도로
- 컨벤시아대로 (인천광역시도 제13호선)
- 하모니로

## 주요 건물 및 시설
- 소리공원 (벤처로 11/송도동 10-29)
- 교보데이터센터 (벤처로 14/송도동 10-40)
- 아시아나IDT R&D (벤처로 55/송도동 11-99)
- 생활폐기물자동집하시설 (벤처로 77/송도동 11-10)
- 정보통신산업진흥원 송도사무소 (벤처로 82/송도동 11-13)
- 경신 송도2사업장 (벤처로 105/송도동 11-12)
- 블루콤 (벤처로 116/송도동 11-80)
- 에이원엔지니어링코리아 인천공장 (벤처로 117/송도동 11-102)